# Zwartkeelorgelvogel
De zwartkeelorgelvogel (Cracticus nigrogularis) is een zangvogel uit de familie Artamidae (spitsvogels) en onderfamilie Cracticinae (orgelvogels). Het is een endemische vogel in Australië.

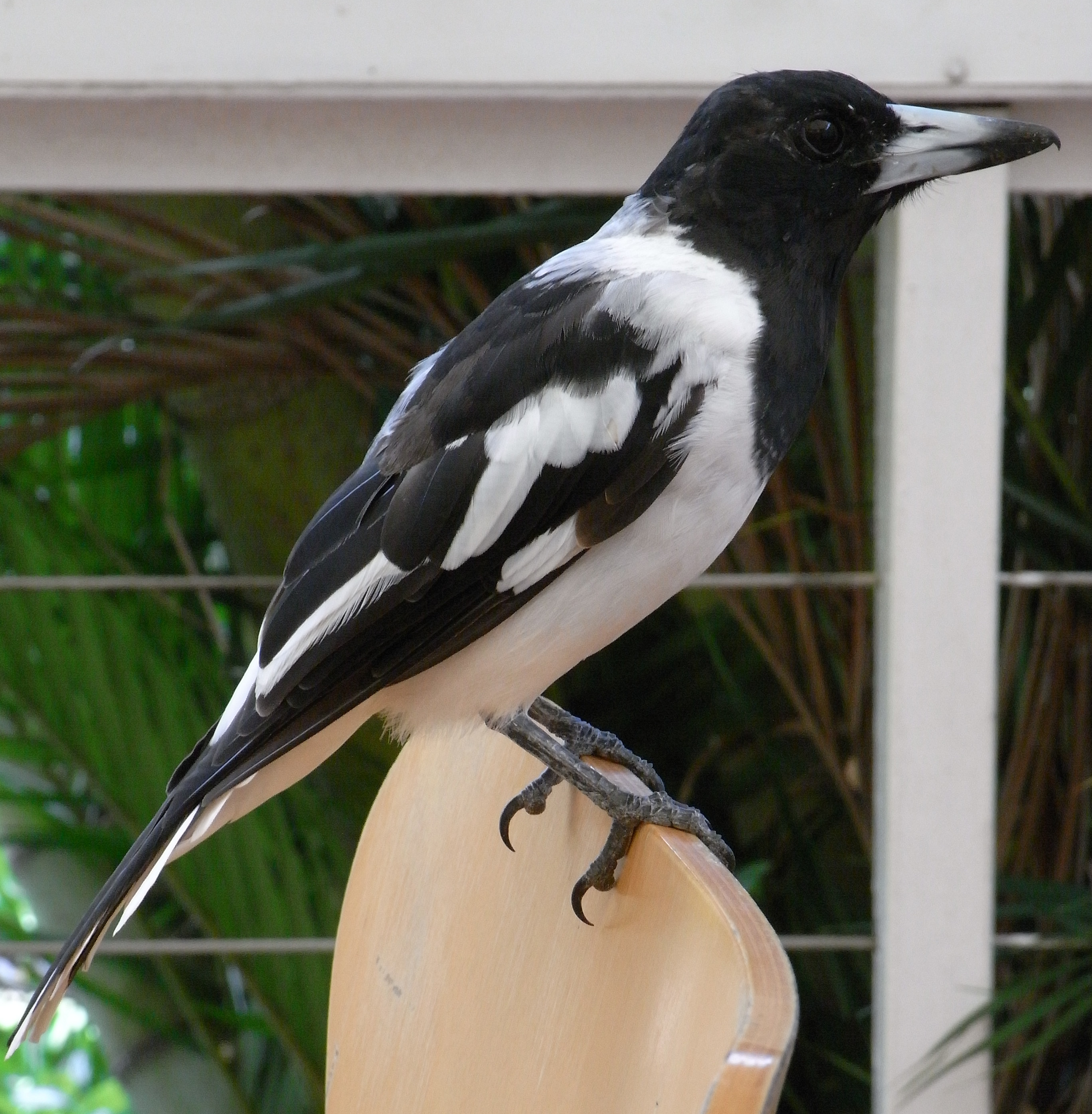
Foto van een mannetje

## Beschrijving
De zwartkeelorgelvogel is 32,5 tot 37,5 cm lang. Het is een opvallende zwart-wit gekleurde vogel. De kop en borst zijn zwart, evenals de rug, staart en de vleugels. De buik, onderkant van de borst, stuit zijn wit, verder zit er opvallende witte vlekken op de vleugels en wit op het uiteinde van de staart.
De vogel doet zijn naam orgelvogel eer aan, want vooral deze soort heeft een kenmerkende zang met prachtige fluittonen. Vaak zingen twee of meer vogels gezamenlijk of bij toerbeurt.
Deze vogel gedraagt zich soms als dagroofvogel die samen met valken achter kleine vogels aan gaat.

## Verspreiding en leefgebied
De zwartkeelorgelvogel komt voor in grote delen van Australië. Het is een vogel van droge, half open landschappen met wat bos en scrubland, agrarisch gebied, langs wegen en op picknickplaatsen.
De soort telt twee ondersoorten:
- C. n. picatus Gould, 1848: westelijk, centraal en noordelijk Australië.
- C. n. nigrogularis (Gould, 1837): oostelijk Australië.

## Status
De zwartkeelorgelvogel heeft een groot verspreidingsgebied en daardoor is de kans op uitsterven gering. De grootte van de populatie is niet gekwantificeerd. Er is geen aanleiding te veronderstellen dat de soort in aantal achteruit gaat. Om deze redenen staat deze orgelvogel niet bedreigd op de Rode Lijst van de IUCN.